# Elaeocarpus coactilus
Elaeocarpus coactilus är en tvåhjärtbladig växtart som beskrevs av François Gagnepain. Elaeocarpus coactilus ingår i släktet Elaeocarpus och familjen Elaeocarpaceae. Inga underarter finns listade i Catalogue of Life.